# 亀居公園

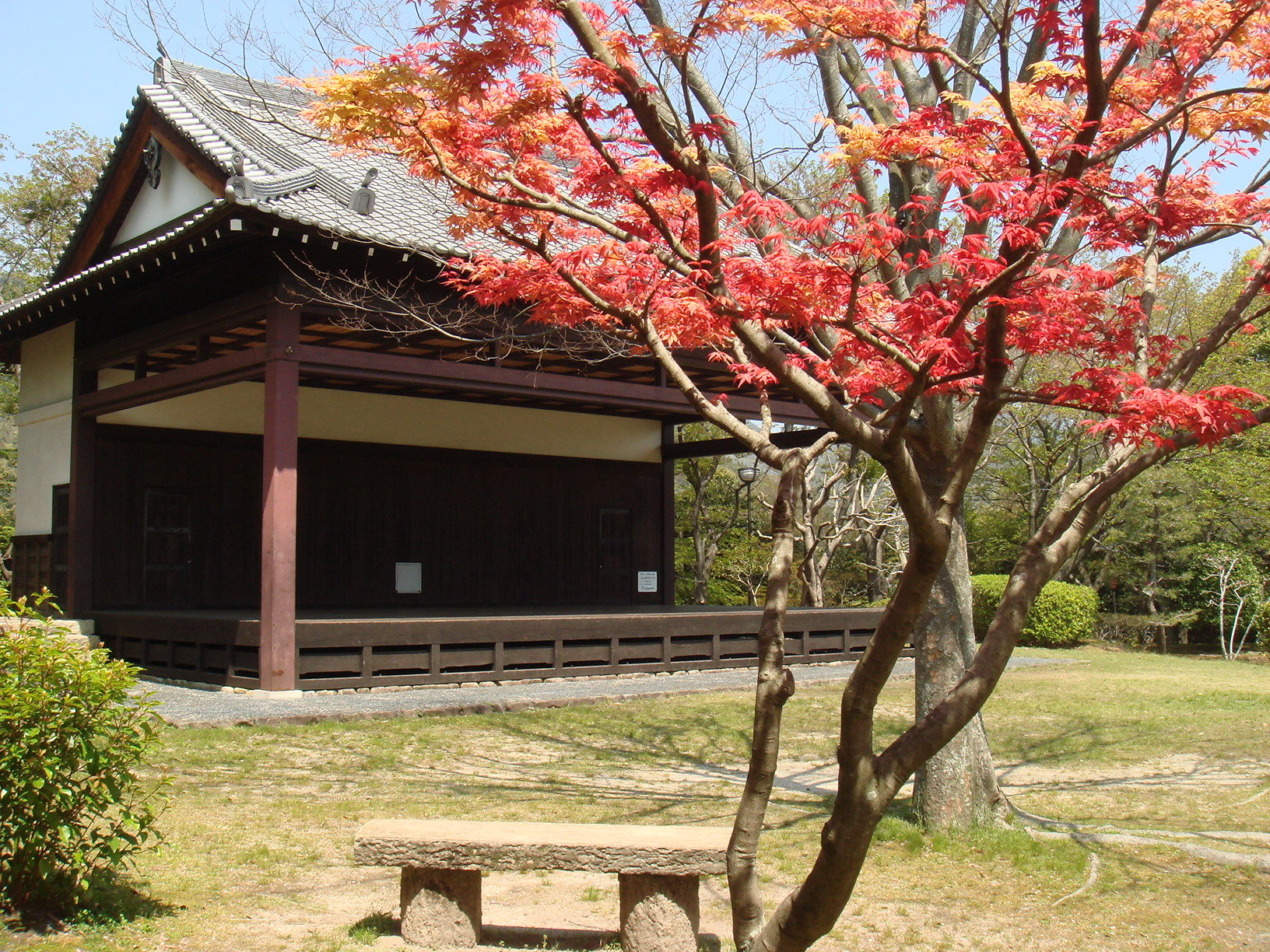
亀居公園（二の丸跡の舞台）

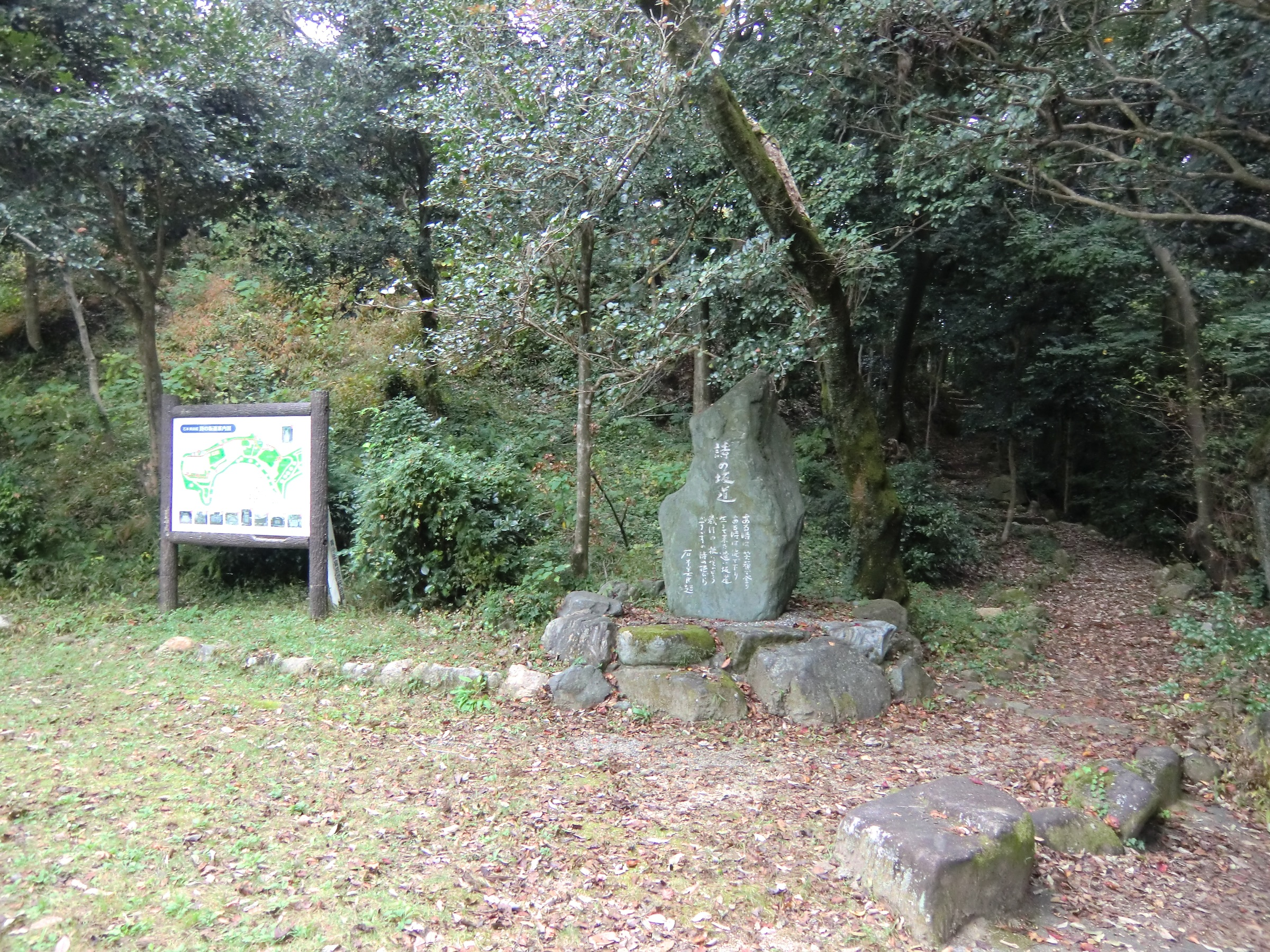
石本美由起の歌碑

亀居公園（かめいこうえん）は、広島県大竹市小方2丁目に位置する公園。
広島城主であった福島正則が慶長13年（1608年）に支城として築いた亀居城跡を、公園として整備したもの。標高約80 mの高台にあり、本丸跡からは瀬戸内海を望むことができる。
明治42年（1909年）に1,000本の桜が植えられ、春にはお花見で地元市民、自治会および小学生の遠足などで賑わう。昭和52年には発掘調査も行われ、徐々に城郭公園としても整備されていった。
そのほかにも、亀居公園の下には、いくつもの公園があり、どこも春には桜が満開になる。
また、地元出身の作詞家石本美由起の作詞家生活40周年を記念して作られた「詩の坂道」があり、歌碑、記念碑が設置されている。